# 不规则地蛤
不规则地蛤（学名：Gari anomala），是帘蛤目紫云蛤科地蛤属的一种。主要分布于韩国、中国大陆、台湾，常栖息在潮下带。